# Masaki Tozaki
Masaki Tozaki (登崎 雅貴 Tozaki Masaki?, nacido el 27 de agosto de 1994 en Shizuoka) es un futbolista japonés que se desempeña como defensa.

## Trayectoria

### Clubes
| Club            | País  | Año  |
| --------------- | ----- | ---- |
| Kataller Toyama | Japón | 2017 |

## Estadística de carrera

### J. League
| Club            | Año   | J. League | J. League | Copa J. League | Copa J. League | Total | Total |
| Club            | Año   | Part.     | Goles     | Part.          | Goles          | Part. | Goles |
| --------------- | ----- | --------- | --------- | -------------- | -------------- | ----- | ----- |
| Kataller Toyama | 2017  | 12        | 1         | -              | -              | 12    | 1     |
| Total           | Total | 12        | 1         | 0              | 0              | 12    | 1     |